# Limni Agra
Limni Agra (griechisch Λίμνη Άγρα ‚Agras-See‘) ist ein Naturschutzgebiet im Regionalbezirk Pella, in Zentralmakedonien, Nordgriechenland, das aus einem See und der ihn unmittelbar umgebende Landschaft besteht.

## Lage
Das Naturschutzgebiet befindet sich ungefähr 6 Kilometer westlich der Stadt Edessa. Es liegt auf einer Höhe von 470 Metern über dem Meeresspiegel. Dahinter erhebt sich im Norden der Berg Kaimaktsalan und im Süden das Gebirge Vermio. Limni Agra wird im Norden von dem Dorf Nisi begrenzt und im Süden von der Fernstraße Florina-Thessaloniki. Im Südwesten endet das Gebiet am Dorf Vryta.

## Geschichte
Der Name des Naturschutzgebiets stammt von dem in der Nähe liegenden Dorf Agras, das nach dem makedonischen Helden Tellos Agras benannt wurde. Der See wird als „halbnatürlicher See“ (ημιφυσική λίμνη) bezeichnet, da menschliche Aktivitäten zu seiner Entstehung beitrugen. Früher war das Gebiet ein Moor mit angrenzendem Sumpfgebiet, das Tiavou-Sumpf (έλος Τιάβου) hieß. 1953 baute das griechische, staatliche Elektrizitätswerk in seiner unmittelbaren Nachbarschaft ein Wasserkraftwerk. Dadurch wurde aus dem Sumpf ein See wich, der gewissermaßen im Bett des Flusses Edessa liegt. Der neu entstandene See wurde bis 1990 über einen Tunnel aus dem Vegoritida-See gespeist, der weiter westlich an der Grenze zwischen den Regionalbezirken Pella und Florina liegt. Heutzutage erhält der See viel Wasser aus den Quellen von Nissi und Vrytton. Es werden unmotorisierte Bootsfahrten auf dem See und Vogelbeobachtungen für Touristen angeboten.

## Beschreibung
Limni Agra ist ein Gebiet mit Kanälen, Quellen, Feuchtgebieten und Schilfgürteln, das von großem ökologischem Wert ist. Der See allein hat eine Fläche von 5.972 Hektar und einen Umfang von ungefähr 18 Kilometern.
Zu den dort wachsenden Pflanzen gehören die Mazedonische Eiche (Quercus trojana), die Silber-Weide (Salix alba), Hydrocharis Magnopotamiden (Großlaichkräuter) sowie die Morgenländische Platane (Platanus orientalis).
In dem Naturschutzgebiet leben zahlreiche für nordgriechische Feuchtgebiete typische Arten wie der Makedonische Kammmolch (Triturus macedonicus), Karpfenfische (Barbus balcanicus), Bitterlinge (Rhodeus meridionalis), Steinbeißer (Sabanejewia bulgarica), Bachkrebse (Austropotamobius torrentium), Fischotter (Lutra lutra), aber  auch die Griechische Landschildkröte (Testudo hermanni) und Brunners Schönschrecke (Paracaloptenus caloptenoides). Einer Zählung zufolge wurden 12 unterschiedliche Schmetterlingsarten in Limni Agra nachgewiesen. Das Feuchtbiotop ist als Natura 2000 Schutzgebiet mit der Registriernummer GR1240004 ausgewiesen.

## Vogelarten

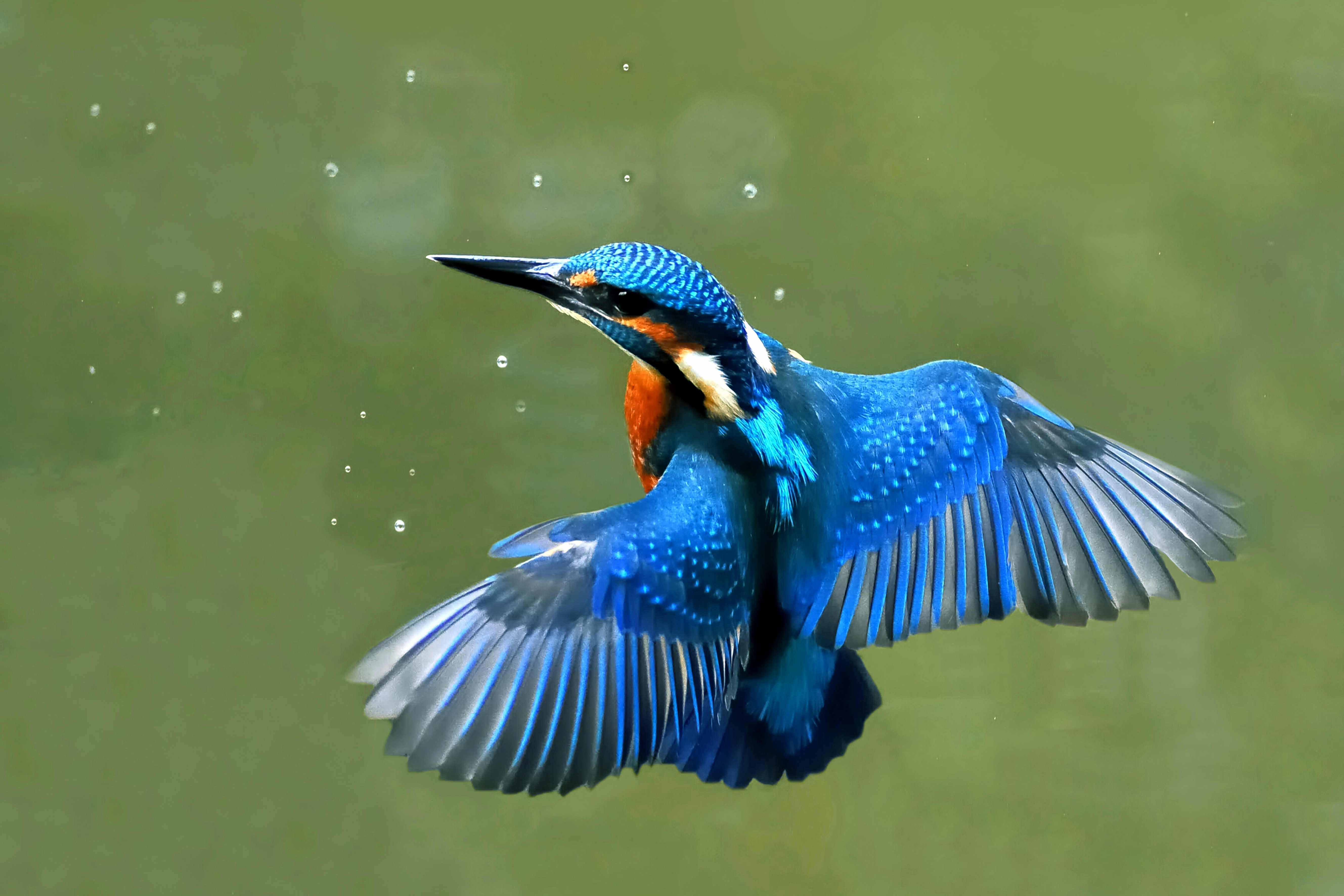
Eisvogel

Darüber hinaus ist Limni Agra seit 1997 auch Teil des Vogelschutzgebiets Limni kai Fragma Agra (Λίμνη και φράγμα Άγρα) mit der Registriernummer GR1240006, das mit 14 Quadratkilometern das gesamte Gebiet von Limni Agra einschließt und sich noch nach Osten in Richtung der Stadt Edessa erstreckt. Das Vogelschutzgebiet dient über 250 Vogelarten als Lebensraum.
Es beherbergt nach Erhebungen von Natura 2000 den Blutspecht (Dendrocopos syriacus), den Eisvogel (Alcedo atthis), den Graureiher (Ardea cinerea), den Haubentaucher (Podiceps cristatus), den Höckerschwan (Cygnus olor), den Komoran (Phalacrocorax carbo), die Löffelente (Spatula clypeata), den Mäusebussard (Buteo buteo), die Mehlschwalbe (Delichon urbicum), den Nachtreiher (Nycticorax nycticorax), den Neuntöter (Lanius collurio),  den Olivenspöter (Hippolais olivetorum), den Pirol (Oriolus oriolus), die Rauchschwalbe (Hirundo rustica), die Reiherente (Aythya fuligula), die Schafstelze (Motacilla flava), den Schlangenadler (Circaetus gallicus), den Schwarzhalstaucher (Podiceps nigricollis), den Schwarzstirnwürger (Lanius minor), den Seidenreiher (Egretta garzetta), die Stockente (Anas platyrhynchos), die Tafelente (Aythya ferina), die Turteltaube (Streptopelia turtur), den Wanderfalken (Falco peregrinus), den Wespenbussard (Pernis apivorus), den Ziegenmelker (Caprimulgus europaeus), die Zwergdommel (Botaurus minutus) sowie die Zwergschabe (Microcarbo pygmaeus). Von diesen überwintern manche Arten nur, andere bleiben das ganze Jahr hindurch in diesem Gebiet.